# National Labor Relations Act
National Labor Relations Act (også kaldet Wagner Act) er en amerikansk lov fra 1935, som beskytter de fleste arbejdstageres ret til at danne fagforeninger i den private sektor, til at indgå i kollektive overenskomstforhandlinger og til at deltage i strejker og andre former for fælles aktiviteter til støtte for deres krav. Loven omfatter på den anden side ikke de arbejdstagere, som er dækket af jernbanearbejder loven, ansatte i landbruget, husligt ansatte, overordnet personale, selvstændige håndværkere og nogle familiemedlemmer til selvstændige håndværkere.

## Lovens oprindelse
Loven blev vedtaget i en periode med alvorlige økonomiske problemer. Efter et årti med velstand stod de amerikanske arbejdere under Depressionen i 1930'erne overfor stigende arbejdsløshed og hurtigt faldende levestandard. The National Labor Relations Act var et af en lang række tiltag, som blev vedtaget i den anden New Deal for at få økonomien bragt i orden. Wagner-Connery loven blev underskrevet af USA's 32. præsident Franklin D. Roosevelt den 5. juli 1935. Loven tilskyndede til rationalisering af handel og industri ved at indføre minimumslønninger og et loft på arbejdstidens længde. Loven skabte en statslig styrelse National Labor Relations Board (NLRB), der fik ret til at undersøge og gennemføre ændringer af urimelige arbejdsforhold og til at gennemføre afstemninger, hvor arbejdere fik mulighed for at afgøre om de ønskede at være repræsenteret af en fagforening. Styrelsen undersøgte også forhold, såsom at dygtiggøre personale ved bedre uddannelse og etablering af standard procedurer indenfor forskellige arbejdsområder. NLRB fik langt mere udstrakte beføjelser end den langt svagere organisation af samme navn, som blev etableret under National Industrial Recovery Act, som USA's højesteret havde erklæret var i strid med USA's forfatning.  Mange var modstandere af tanken om statslig indgriben for at regulere forholdet mellem arbejdere og virksomhedsejere, idet det var i modstrid med traditionel liberal økonomisk tankegang.
Arbejderes bestræbelser på at organisere sig i 1920'erne blev i betydelig grad begrænset af anti-trust lovgivningen. Wagner Act markerede en betydningsfuld ændring i regeringens politik overfor arbejdstagerorganisationer under en økonomisk lavkonjunktur. Denne holdningsændring afspejles i senator Robert F. Wagners tale den 8. maj 1937, hvor han understregede: “Retten til kollektiv forhandling er grundlaget for social retfærdighed for arbejdere og en fornuftig måde at at drive forretning på. Afvisning eller overholdelse af denne ret betyder forskellen mellem despoti og demokrati”.

## Opretholdelse af loven
Det var ikke ulovligt for arbejdsgivere at udtrykke deres modstand mod fagforeningstanken, så længe de ikke forsøgte at tvinge eller true arbejdere med repressalier for at udøve deres rettigheder.
Loven var kontroversiel fra starten. Den amerikanske fagforeningssammenslutning American Federation of Labor og nogle arbejdsgivere beskyldte NLRB for at favorisere den anden fagforeningssammenslutning Congress of Industrial Organizations, især når det drejede sig om at afgøre om der skulle afholdes fagforeningsvalg i hele virksomheder, hvilket CIO foretrak, eller om det skulle ske indefor enkelte faggrupper, hvilket AFL gik ind for. Mens NLRB i starten foretrak fagforeninger, som dækkede hele virksomheder, hvilket i stilhed favoriserede CIO's industrielle fagforeningspolitik, skiftede den til en kompromis indstilling nogle år senere efter pres fra Kongressen, hvilket gav fagopdelte fagforeninger mulighed for at søge separat repræsentation for smallere grupper af arbejdere samtidig med at en anden fagforening prøvede at stable en tværgående enhed på benene.
Arbejdsgiverne og deres allierede i Kongressen kritiserede også NLRB for den udvidende definition af "ansat" og for at tillade overordnet personale og vagter at danne fagforeninger, son nogle gange var tilknyttet de fagforeninger som repræsenterede de ansatte, som de skulle lede eller holde øje med. Mange beskyldte NLRB for at generelt at være tilhængere af fagforeninger og modstandere af arbejdsgivere, og pegede på styrelsens kontroversielle beslutninger på områder såsom ansattes ytringsfrihed og i sager om "blandede motiver", hvor NLRB mente at en arbejdsgiv er overtrådte loiven ved at fyre en ansat af anti-fagforenings årsager, selv om den ansatte havde handlet i strid med reglerne. Hertil kom at arbejdsgiverne i mange år kæmpede for at få forbudt en række fagforeningsmetoder, såsom eksklusivaftaler, sympatistrejker, strejker fordi andre fagforeninger tillades på arbejdspladsen, blokader, strejker i strid med strejkeforbuds klausuler, pension og syge og velfærdsordninger via fagforeninger m.m.

## Ændring af loven
Modstandere af loven fremsatte hundreder af lovforlag, der skulle ændre eller afskaffe loven i årtiet efter lovens vedtagelse. Alle blev stemt ned eller fik præsidentens veto indtil vedtagelsen af Taft-Hartley loven i 1947 om ting som tredobbelt skadeserstatning og simpel kontrol af fagforeningsautorisationskort for at en fagforening kunne få tildelt kollektiv forhandlingsret.

## Eksterne kilder
- National Labor Relations Act Arkiveret 7. oktober 2009 hos  Wayback Machine
- National Labor Relations Board Arkiveret 7. oktober 2009 hos  Wayback Machine